# Pheleuscelus ecuadorensis
Pheleuscelus ecuadorensis is een keversoort uit de familie bladrolkevers (Attelabidae). De wetenschappelijke naam van de soort werd in 1937 gepubliceerd door Eduard Voss.